# شاحك (بدية)
شاحك منطقة سكنية تقع في ولاية بدية، التابعة لمحافظة شمال الشرقية في سلطنة عمان. يقدر عدد سكانها بـ 1293 نسمة حسب إحصاء عام 2010 التابع للمركز الوطني للإحصاء والمعلومات الحكومي. رمز المنطقة هو 90340031.

## الوصلات الخارجية
- المركز الوطني للإحصاء والمعلومات، سلطنة عمان